# Polly Walker
Polly Walker (Warrington, Inglaterra, 19 de mayo de 1966)  es una actriz británica. Nominada al Globo de Oro de 2005 en la categoría de mejor actriz de serie de televisión dramática por su papel protagonista en Roma.

## Biografía
Polly Walker es hija de Arthur, dueño de un hotel, y de Georgiana, una maestra. Tiene un hermano, Daneil y dos hermanas, Emma y Hannah. Debido a su particular apariencia de rasgos agudos, se ha especializado en interpretar papeles de villanas, tales como la terrorista de IRA, Anette o  a Casiopea. 
El 23 de octubre de 2008 se casó con el actor Laurence Penry-Jones, con quien tiene dos hijos: Giorgio, que nació en 1994, y Delilah, nacida en 2000.

## Filmografía
Cine:
| Año  | Título                               | Papel                     |
| ---- | ------------------------------------ | ------------------------- |
| 1992 | Un abril encantado (Enchanted April) | Caroline Dester           |
| 1992 | Juego de patriotas                   | Annette                   |
| 1993 | The Trial                            | Leni                      |
| 1993 | Sliver                               | Vida Warren               |
| 1995 | Restauración                         | Celia Clemence            |
| 1996 | Emma                                 | Jane Fairfax              |
| 1997 | The Gambler                          | Polina                    |
| 1997 | Per Rosanna                          | Cecilia                   |
| 1999 | Talk of Angels                       | Mary Lavelle              |
| 1999 | 8½ Women                             | Palmira                   |
| 1999 | La Isla de la Niebla                 | Alexis                    |
| 1999 | Curtain Call                         | Julia                     |
| 2002 | D-Tox                                | Jenny                     |
| 2002 | Savage Messiah                       | Paula Jackson (Blue Eyes) |
| 2004 | Control Control                      | Barbara Copeland          |
| 2006 | Scenes of a Sexual Nature            | Esther                    |
| 2010 | Furia de titanes                     | Casiopea                  |
| 2012 | John Carter                          | Sarkoja                   |

Televisión:
| Año         | Título                     | Papel                     | Notas                |
| ----------- | -------------------------- | ------------------------- | -------------------- |
| 1990        | Peril at End House         | Nick Buckley              | Telefilme            |
| 1990        | Agatha Christie's Poirot   | Magdala 'Nick' Buckley    |                      |
| 2003        | State of Play              | Anne Collins              | Papel protagonista   |
| 2003        | The Mayor of Casterbridge  | Lucetta Templeman         | Miniserie            |
| 2005 - 2007 | Roma                       | Atia de los Julio         | Papel protagonista   |
| 2007        | Marple: At Bertram's Hotel | Bess Sedgwick             | Telefilme            |
| 2007        | Waking the Dead            | Catherine Braithwaite     | Dos episodios        |
| 2007        | Cane                       | Ellis Samuels             | Trece episodios      |
| 2009        | Numb3rs                    | Dr. Lorna Ludlow          | Un episodio          |
| 2009 - 2010 | Caprica                    | Clarice Willow            | Personaje recurrente |
| 2014        | Mr. Selfridge              | Delphine Day              | 9 episodios          |
| 2019-¿?     | Pennyworth                 | Peggy Sykes               | Personaje recurrente |
| 2020-       | Bridgerton                 | Lady Portia Featherington | Personaje recurrente |